# 揚茨維爾 (印地安納州)
揚茨維爾（英語：Yountsville）是位於美國印地安納州蒙哥馬利縣的一個非建制地區。該地的面積和人口皆未知。